# Nymphidium amoenum
Nymphidium amoenum är en fjärilsart som beskrevs av Hans Ferdinand Emil Julius Stichel 1929. Nymphidium amoenum ingår i släktet Nymphidium och familjen Riodinidae. Inga underarter finns listade i Catalogue of Life.